# Кирибай
Кирибай — аул в Павлоградском районе Омской области России. Входит в состав Тихвинского сельского поселения.
Население 161 чел. (2010), из них казахи 100 % .

## История
В соответствии с Законом Омской области от 30 июля 2004 года № 548-ОЗ «О границах и статусе муниципальных образований Омской области» Кирибай вошёл в состав образованного Тихвинского сельского поселения.

## География
Расположен на юге региона, в степной зоне, в 85 км к юго-востоку от Омска.
В ауле три улицы: Лесная, Центральная и Школьная.
Абсолютная высота — 112 метров над уровнем моря.

## Население
| 2010 |
| ---- |
| 161  |

По данным Всероссийской переписи населения 2010 года, численность мужчин — 76 (47,2 %), женщин — 85 (52,8 %).
Согласно результатам переписи 2002 года, в национальной структуре населения казахи составляли 100 % из общей численности населения в 199 чел.

## Инфраструктура
МБОУ «Кирибайская ОШ».

## Транспорт
Подъездная дорога (идентификационный номер 52 ОП МЗ Н-373) длиной 2 км.
Автобусный маршрут Нововаршавка — Омск.